# Arvid Hallberg
Gustaf Arvid Hallberg, född 6 december 1884 i Ljusnarsberg, Örebro län, död 12 juli 1973 i Falu Kristine församling, Falun, var en svensk tidningsman och socialdemokratisk politiker.
Hallberg genomgick teknisk skola och folkhögskola. Han var chefredaktör och ansvarig utgivare för Dala-Demokraten 1938–52, ordförande i Kopparbergs läns landsting och dess förvaltningsutskott 1948–59, länsnykterhetsnämnden i Kopparbergs län 1939–59 samt ledamot av andra kammaren 1941–44 och 1948–52, invald i Kopparbergs läns valkrets.